# Holašovice
Holašovice  (njemački: Holaschowitz) su malo povijesno selo u Južnoj Češkoj, u općini Jankov, 15 km od Českih Budějovica. 
Selo se prvi put spominje u darovnici kralja Vjenceslava II. iz 1292. godine kojom je darovano cistercitskom samosanu u gradu Vyšší Brod. Od 1520. – 1525. poharala ga je i opustošila kuga, nakon čega je podignut kužni pil. Nakon toga naseljeno je Nijemcima iz Bavarske i Austrije, te je 1895. imalo 157 Nijemaca i 19 Čeha.
Kako je selo nakon Drugog svjetskog rata opustjelo, a njemačko stanovništvo protjerano, sačuvan je njegov srednjovjekovni plan i narodne kuće u ruralnom baroknom stilu od 18. do kraja 19. stoljeća. 
Nakon što je naseljeno i obnovljeno 1990. godine, upisano je na UNESCO-ov popis mjesta svjetske baštine u Europi 1998. godine. Danas selo ima oko 140 stanovnika s 23 farme i 120 kuća od opeke koje su otvorene u zajedničku zelenu široku ulicu s ribnjakom i Kapelom sv. Ivana Nepomuka iz 1755. godine.
- Panorama sela
- Ulica u selu
- Seoska kapela
- Seoska kuća
- Holašovički menhir

## Vanjske poveznice
- Holašovice (engl.)
- Službena stranica (češ.)

### Ostali projekti
|  | Zajednički poslužitelj ima još gradiva o temi Holašovice |